# Nymphalis pallens
Nymphalis pallens är en fjärilsart som beskrevs av August Wilhelm Knoch 1927. Nymphalis pallens ingår i släktet Nymphalis och familjen praktfjärilar. Inga underarter finns listade i Catalogue of Life.